# Бориспольская (станция метро)
«Бори́спольская» (укр. Бори́спільська,  (слушать)о файле) — 44-я станция Киевского метрополитена. Расположена в Дарницком районе города Киева, на Сырецко-Печерской линии между станциями «Вырлица» и «Красный хутор». Станция открыта 23 августа 2005 года. Название — по направлению к г. Борисполь. Пассажиропоток — 17,0 тыс. чел./сутки.
Станция является ближайшей к международному аэропорту Бори́споль (укр. Бори́спіль).

## Конструкция
Односводчатая станция мелкого заложения. Имеет островную посадочную платформу. Платформа с обеих торцов соединена лестницами с подземными вестибюлями, совмещёнными с подземными переходами. Оборудована лифтами для пассажиров с ограниченными физическими возможностями. Наземный вестибюль отсутствует.

## Оформление
Архитектурный образ станции выполнен в современном стиле. Центральная ось станции сформирована двумя световыми полосами, которые начинаются в вестибюлях и проходят через весь зал, дополняя белый рассеянный люминесцентный свет, исходящий из-за путевых стен.
Путевые стены отделаны бежевым мрамором и синей смальтой, нанесённой на уступчатые рельефы. Пол сложен из красного и светло-серого гранита Капустянского и Покостовского карьеров, которые создают сложный продольный орнамент.

## Режим работы
Отправление первого поезда в направлении:
- ст. «Красный хутор» — 6:19
- ст. «Сырец» — 5:31

Отправление последнего поезда в направлении:
- ст. «Красный хутор» — 0:44
- ст. «Сырец» — 0:02

Расписание отправления поездов в вечернее время (после 22:00) в направлении:
- ст. «Красный хутор» — 22:47, 22:58, 23:09, 23:20, 23:31, 23:42, 23:53
- ст. «Сырец» — 22:09, 22:20, 22:31, 22:43, 22:56, 23:07, 23:18, 23:29, 23:40, 23:51

## Изображения

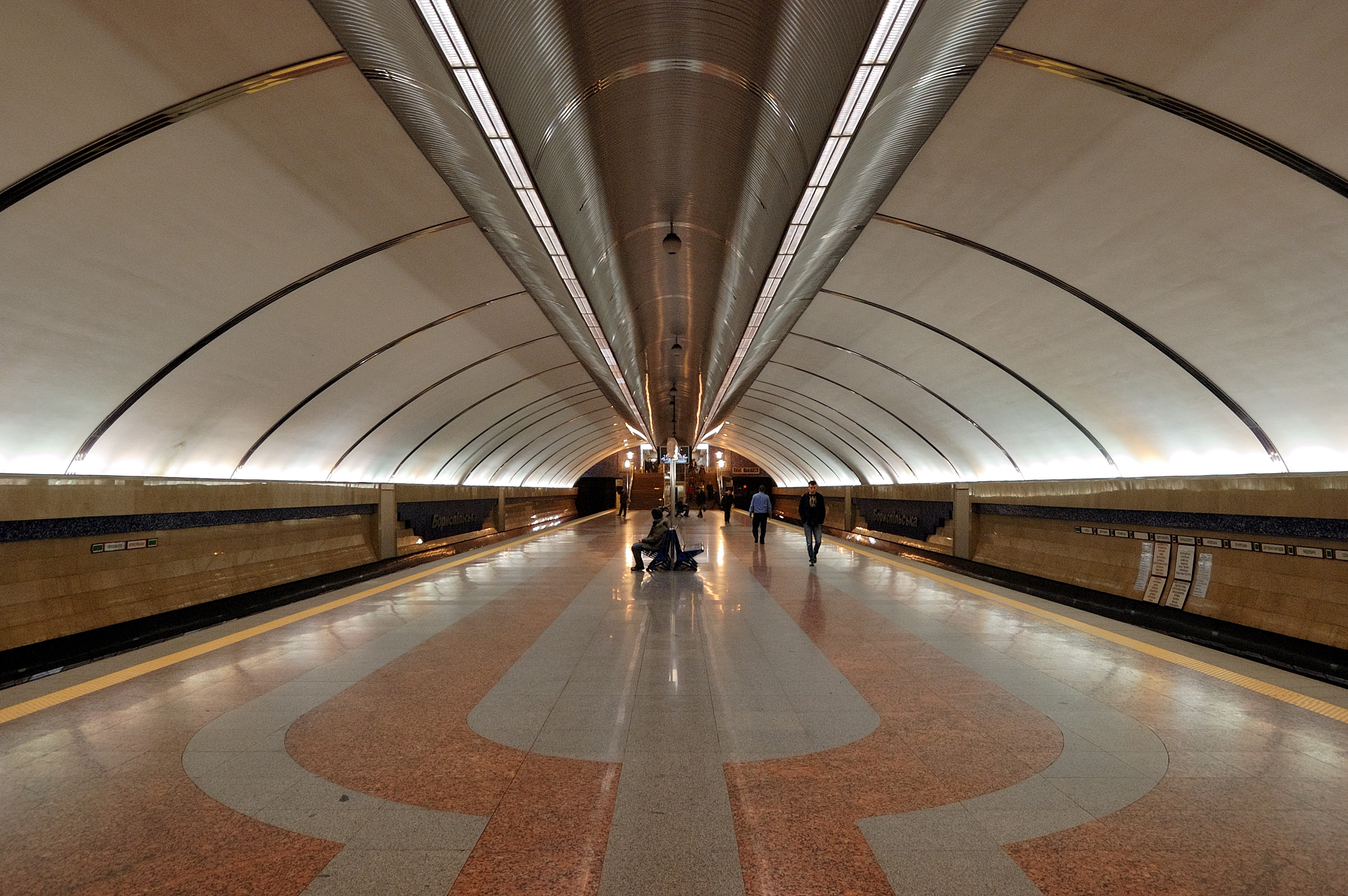
Платформа станции
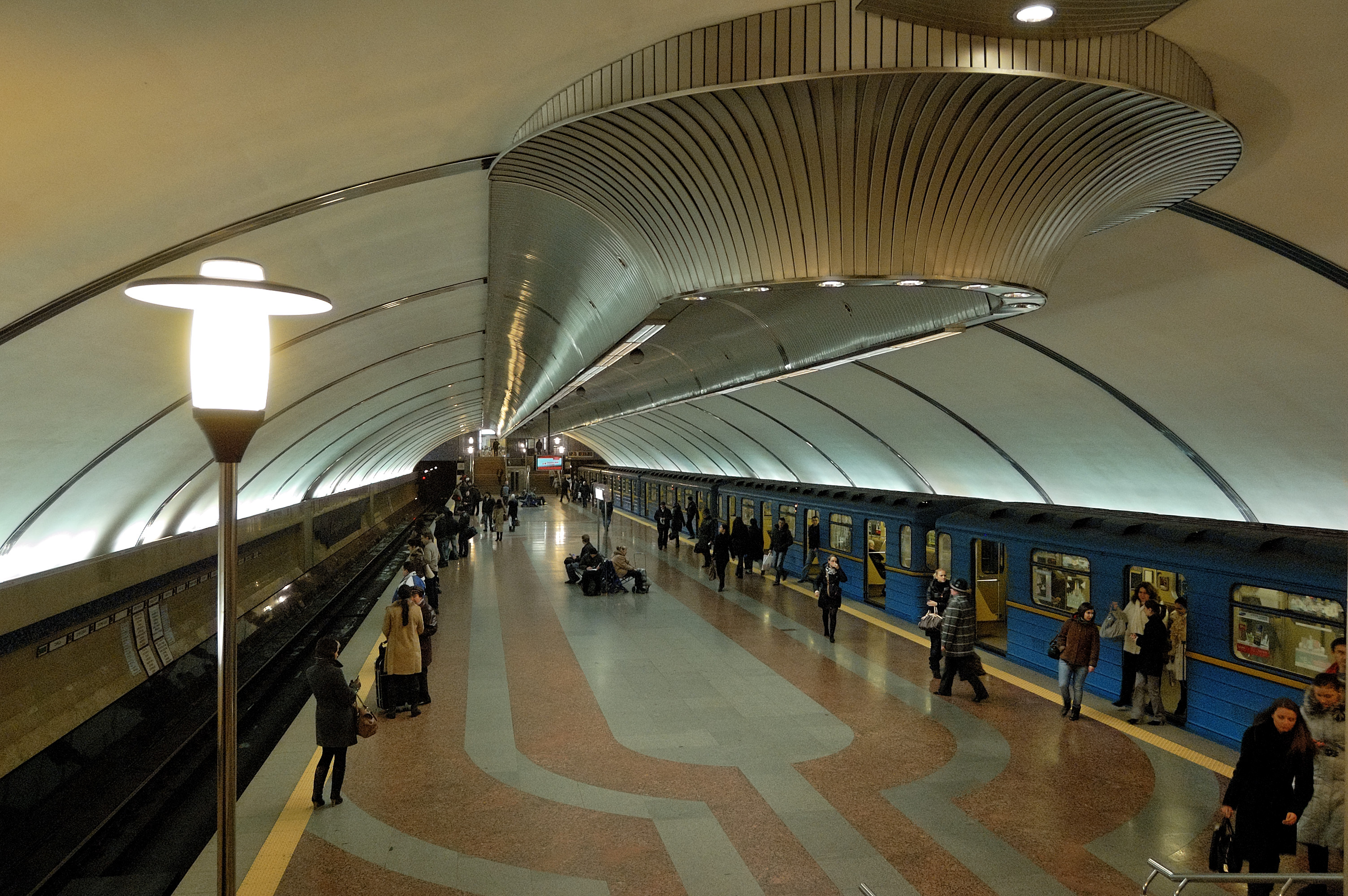
Платформа станции
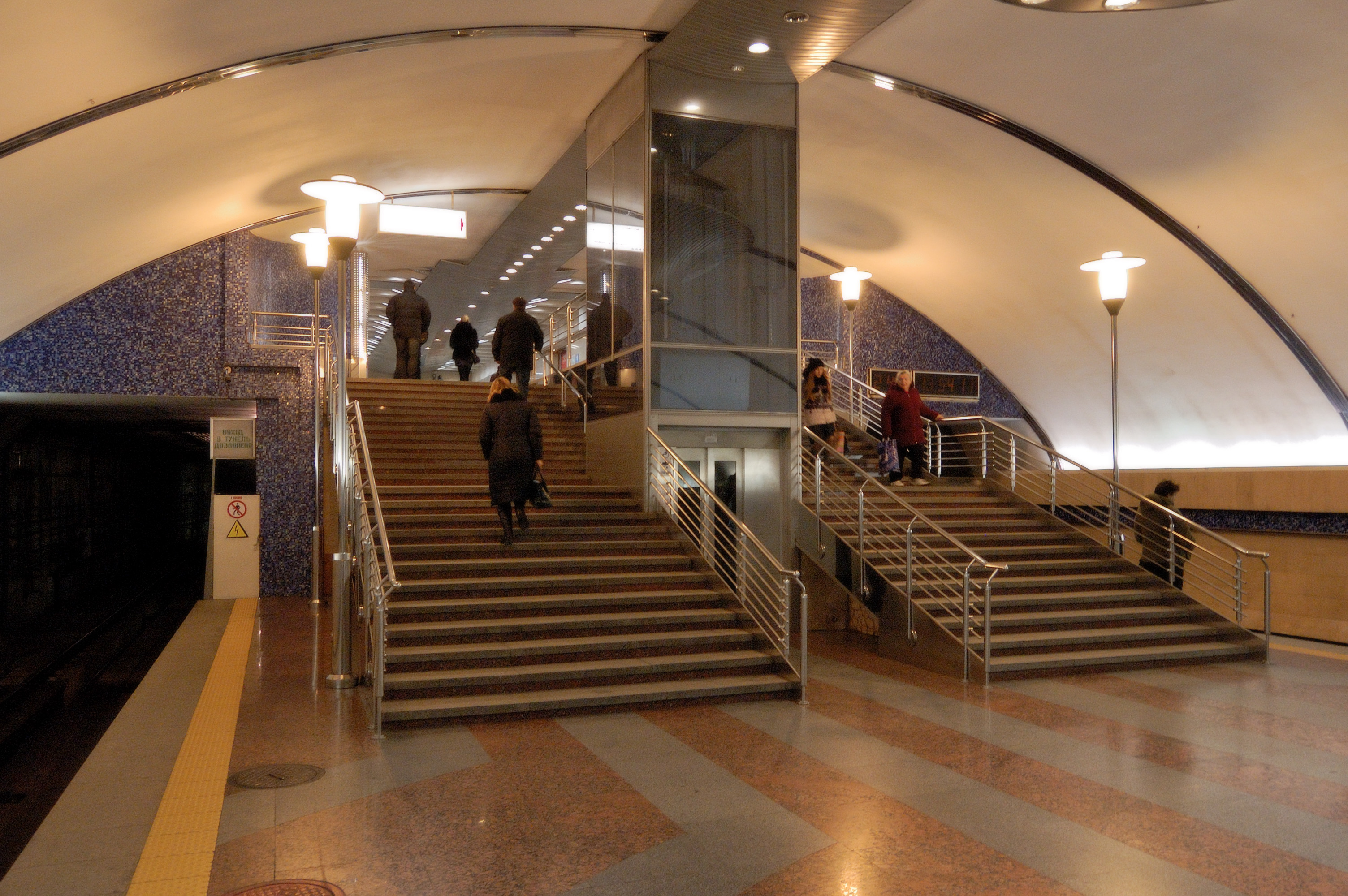
Лестницы и лифт на платформы
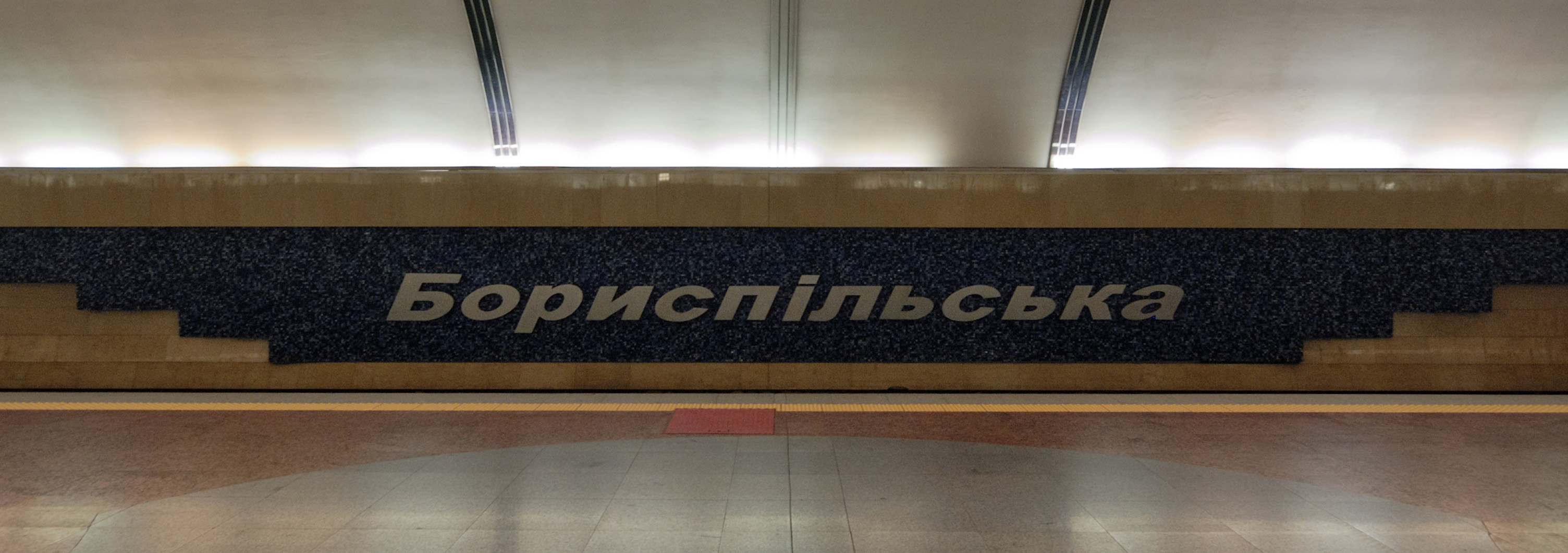
Название станции на путевой стене
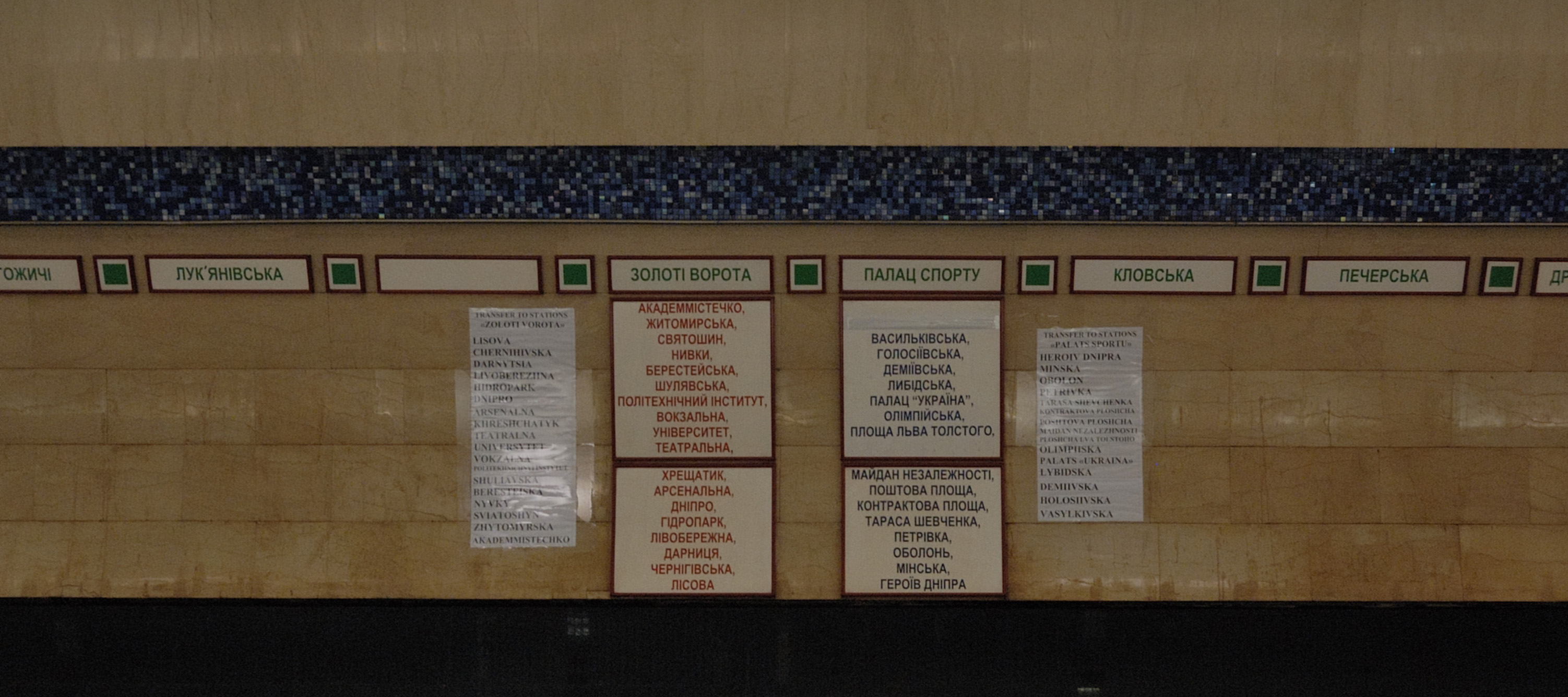
Схема линии на путевой стене
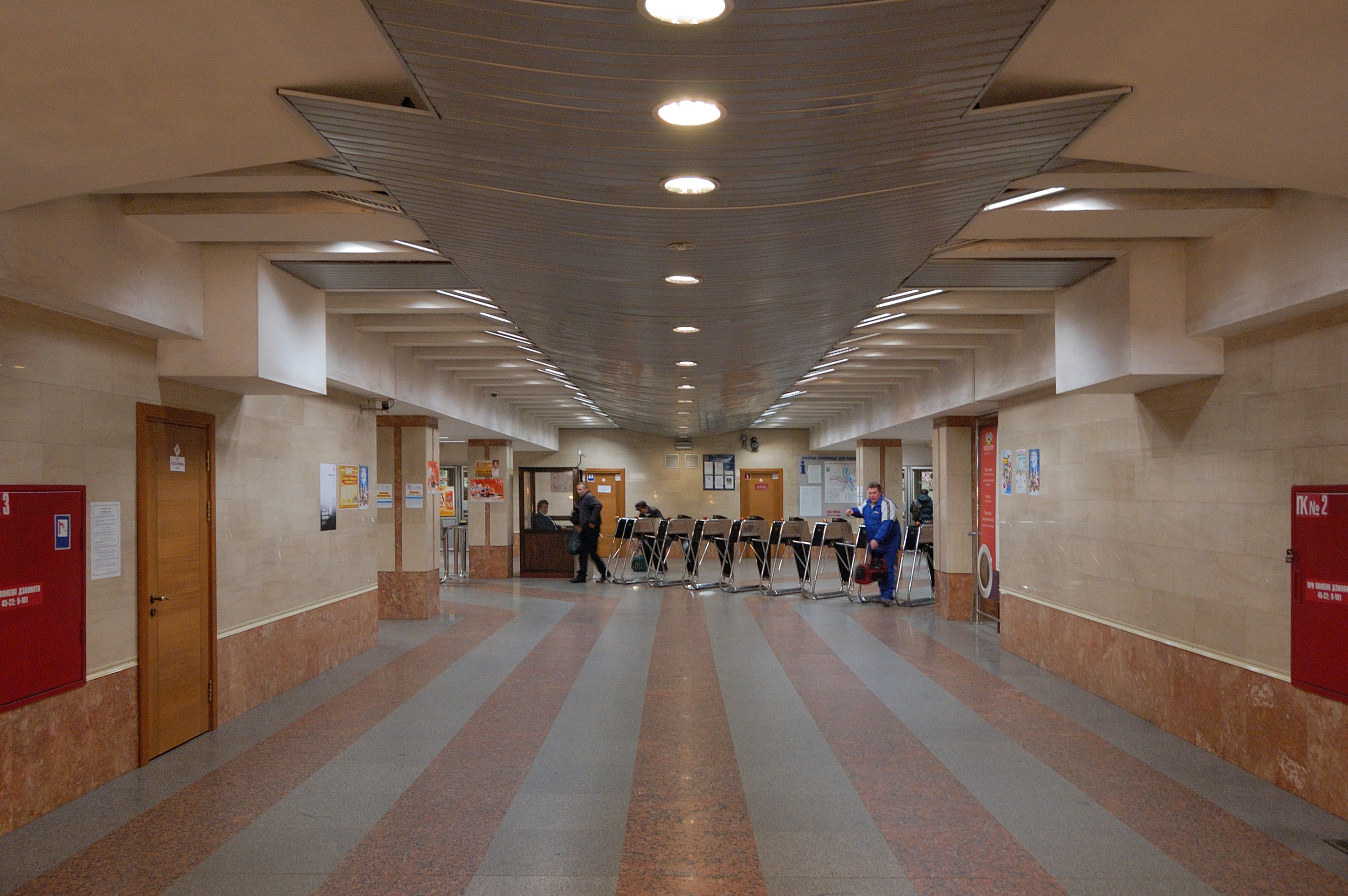
Подземный вестибюль станции, вид от платформы
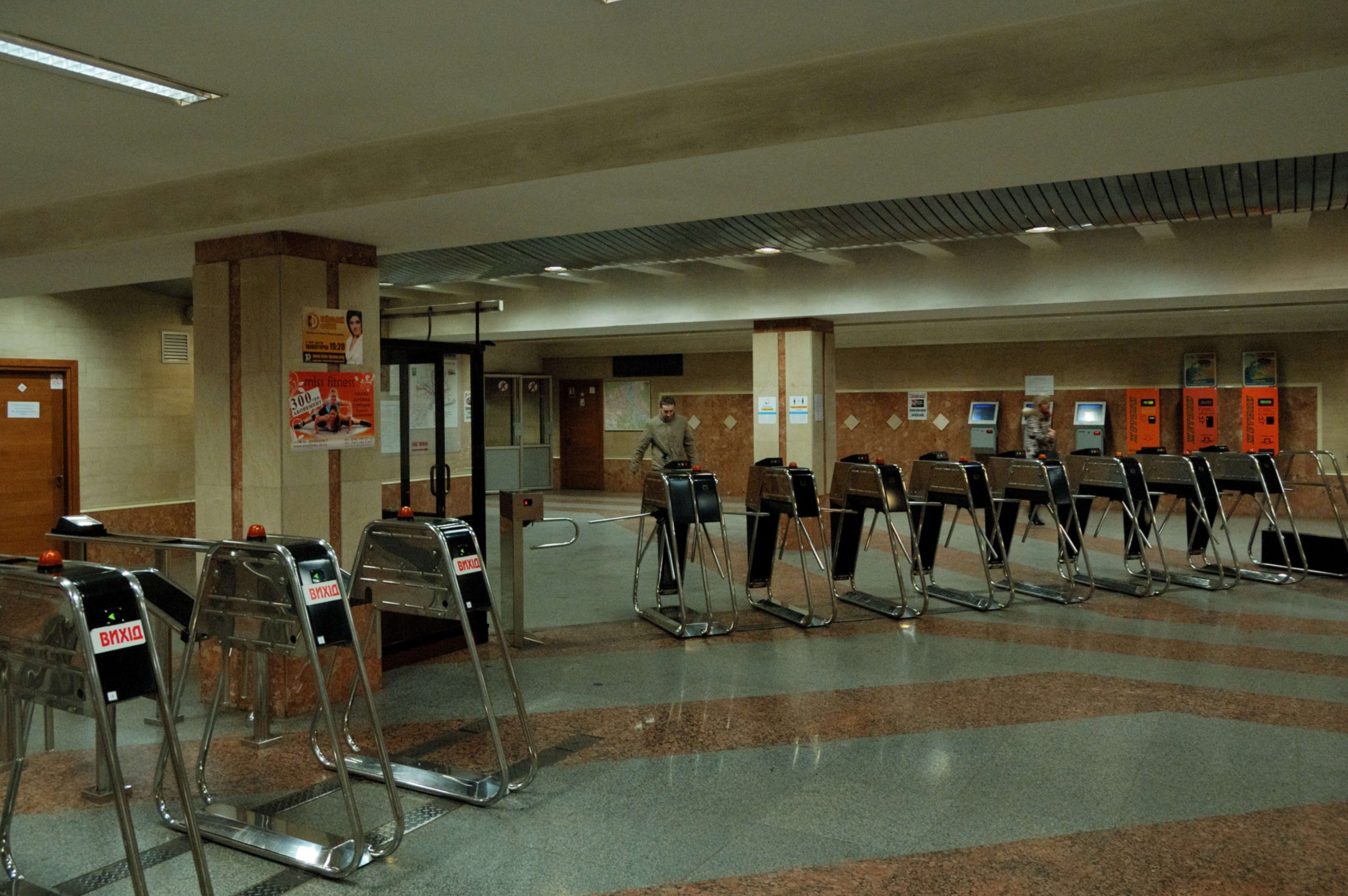
Подземный вестибюль станции
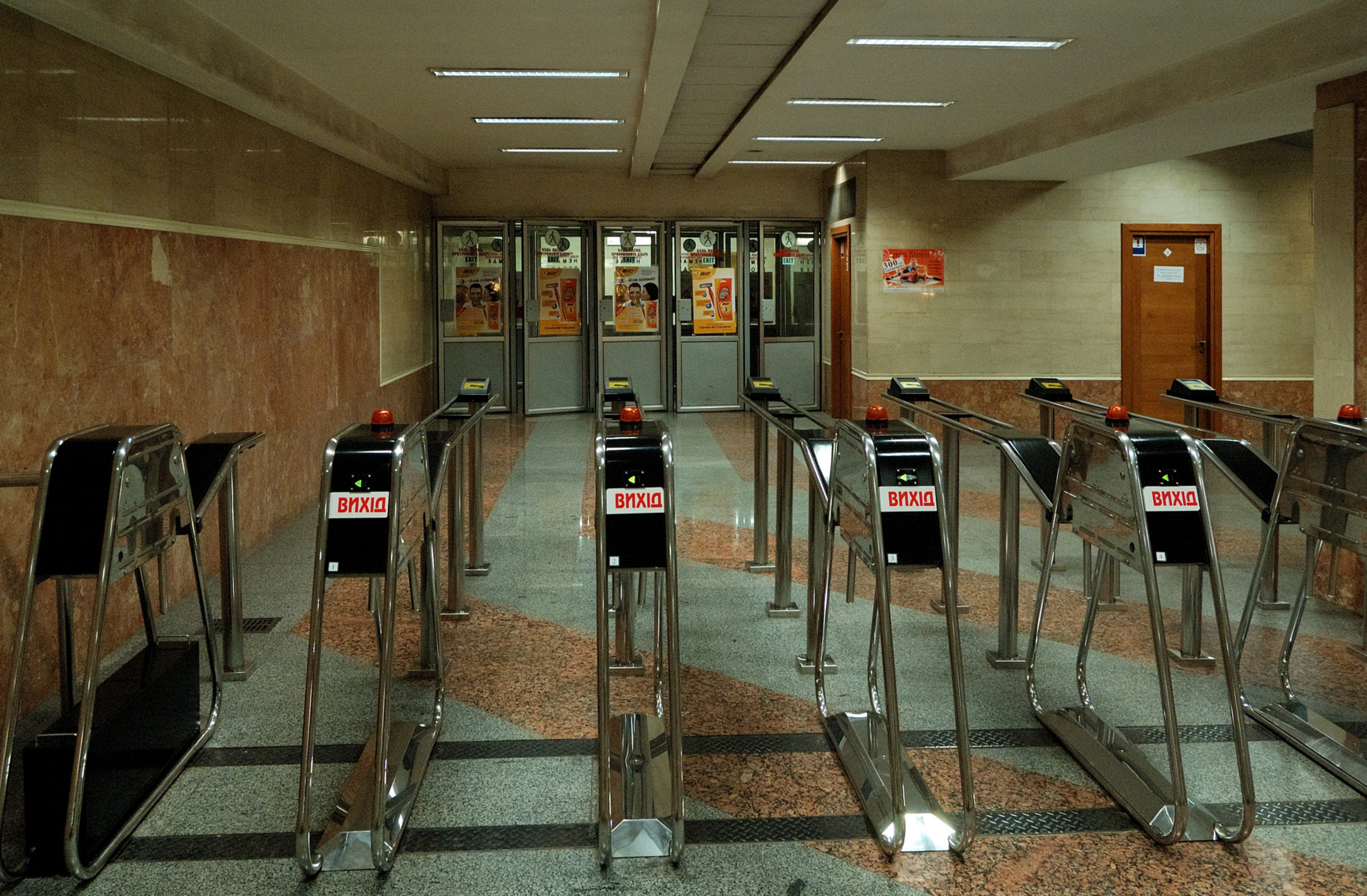
Выходные турникеты
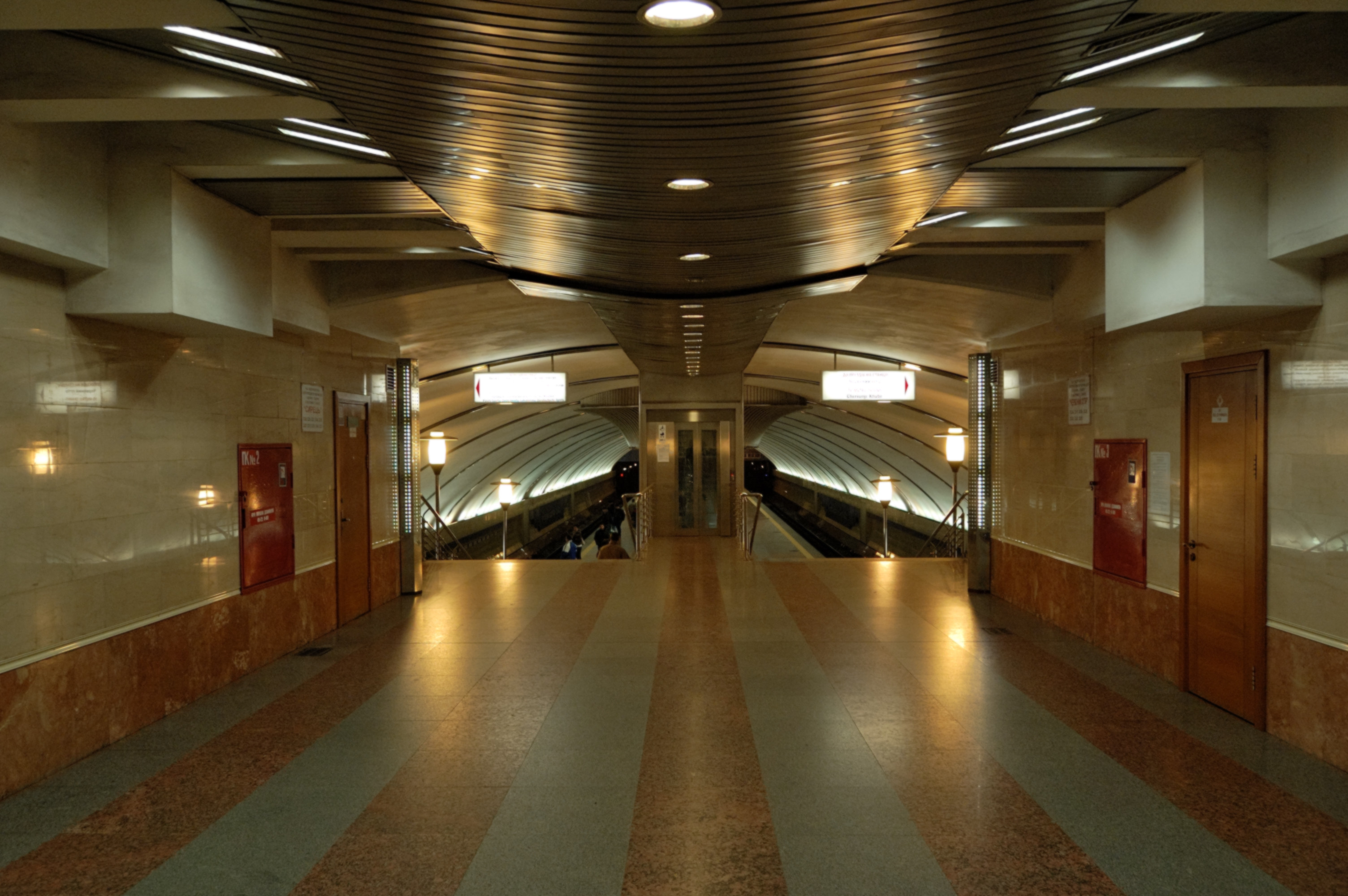
Подземный вестибюль станции, вид к платформе

## Пассажиропоток
| Год                           | 2009 | 2011 | 2012 | 2013 | 2014 | 2015 | 2016 |
| ----------------------------- | ---- | ---- | ---- | ---- | ---- | ---- | ---- |
| Пассажиропоток, тыс. чел/день | 16,2 | 17,0 | 17,5 | 17,2 | 16,2 | 15,5 | 15,9 |